# Љуба Радовановић
Љубомир Љуба Радовановић  (Пожаревац, 24. септембар 1887 – Београд, 1964), професор, политичар и један од оснивача КП Југославије.

## Биографија
Рођен је је 24. септембра 1887. године у Пожаревцу. Отац му је био Димитрије, а мајка Милева, рођена Јоксимовић.
Био је професор по занимању. Због припадности комунистичким организацијама, није се могао запослити у државној школи, па је заједно са професором Душаном Ђорђевићем држао приватну гимназију у Београду. Један од професора у овој школи био је и др Сима Марковић.
Године 1919. био је један од оснивача Социјалитичке радничке партије Југославије, односно Комунистичке партије Југославије (КПЈ). На парламентарним изборима 1920. године био је изабран за народног посланика на листи КПЈ. Након доношења „Обзнане“ и забране рада КПЈ, као и отвореног прогона комуниста, 1921. године је емигрирао из Југославије. Живео је тада у Бечу, где је био члан Заграничног комитета КПЈ, а у периоду од 1922. до 1923. године био је и члан Централног комитета КПЈ и Политбироа.
Још 1921. године Љуба се приликом фракцијских подела у КПЈ приклонио „десној фракцији“, коју је предводио Сима Марковић. Заједно са Лазом Стефановићем, Животом Милојковићем, Михаилом Тодоровићем и Драгом Марјановићем, био је један од вођа „десне фракције“. Они су на Првој конференцији КПЈ, јула 1922. године преузели руководство партије, али су на Трећој конференцији, јануара 1924. године били потиснути од „леве фракције“, након чега су деловали као „опозиција у КПЈ“.
Након преовладања „леве фракције“ у КПЈ, 1924. године Љуба је напустио руководство КПЈ и вратио се у земљу. Живео је у Осијеку, где је било једно од упоришта „десне фракције“ и био члан секретар Обласног комитета КПЈ за Осијек. Потом се вратио у Београд, где је почетком 1926. године ушао у руководство Обласног комитета КПЈ за Београд. Након хапшења Симе Марковића, октобра 1927. године Љуба га је заменио у Централном комитету КПЈ.
Након Четвртог конгреса КПЈ, одржаног новембра 1928. године на коме је осуђена „десна фракција“ и рад Симе Марковића, Љуба је престао са фракционашким деловањем и прихватио је линију КПЈ. Током прогона коумуниста, након Шестојануарске диктатуре, јуна 1930. године је био ухапшен забог комунистичког деловања, али је услед недостатка доказа био ослобођен.
После хапшења једно време се пасивизирао у политичком раду, а поново се ангажовао у средином 1930—их година. Године 1935. био је ангажован да ради на стварању Јединствене радничке партије (ЈРП), која је требало да представља легалан вид рада КПЈ. Због неуспешних договора са социјалдемократама и масовног хапшења комуниста, крајем 1935. године дошло је до застоја са оснивањем ове партије.
Године 1938. поново се дошло на идеју стварања легалне политичке партије – Странке радног народа (СРН) и Љуба је био један од чланова њеног Централног иницијативног одбора. Након стварања ове партије, појавила су се мишљења да је даљи рад КПЈ непотребан, а да сву активност треба усмерити на нову партију. Љуба је био један од присталица ових схватања, што је у руководству КПЈ било протумачено као поновни покушај оживљавања „фракцијских борби“. С обзиром да је још крајем 1937. године, одбио одлуку ЦК КПЈ да буде ангажован у Покрајинском комитету КПЈ за Србију, Љуба је 1938. године био искључен из КПЈ.
Након окупације Југославије, био је ухапшен у Београду 2. августа 1941. године у спроведен у логор на Бањици, где је био до 25. децембра 1941. године. Поново је био хапшен и затворен на Бањици, априла 1944. године.
После ослобођења Београда, 1944. године поново се политички активирао. Постављен је за помоћника Митре Миторовић, која је била повереник за просвету у Народној влади Федералне Државе Србије. Своју политичку активност наставио је све до 1948. године када је у време Резолуције Информбироа, почео да одржава контакте са совјетском обавештајном службом, због чега је једно време био у затвору.
Умро је 1964. године у Београду.
Био је у браку са Браниславом (1899—1949), рођеном Ђорђевић из Београда.